# Clytie (bướm đêm)
Clytie  là một chi bướm đêm thuộc họ Erebidae.

## Các loài
- Clytie arenosa Rothschild, 1913
- Clytie delunaris Staudinger, 1889
- Clytie devia Swinhoe, 1884
- Clytie distincta Bang-Haas, 1907
- Clytie euryphaea Hampson, 1918
- Clytie gracilis A. Bang-Haas 1907
- Clytie gyulaii Hacker, 2001
- Clytie haifa Habich, 1905
- Clytie illunaris Hübner, [1813]
- Clytie infrequens Swinhoe, 1884
- Clytie micra Wiltshire, 1973
- Clytie omana Wiltshire, 1985
- Clytie rungsi Laporte, 1975
- Clytie sabaea Wiltshire, 1947
- Clytie sancta Staudinger, 1898
- Clytie scotorrhiza Hampson, 1913
- Clytie sublunaris Staudinger, 1889
- Clytie syriaca Bugnion, 1837
- Clytie terrulenta Christoph, 1893
- Clytie tropicalis Rungs, 1975

## Hình ảnh

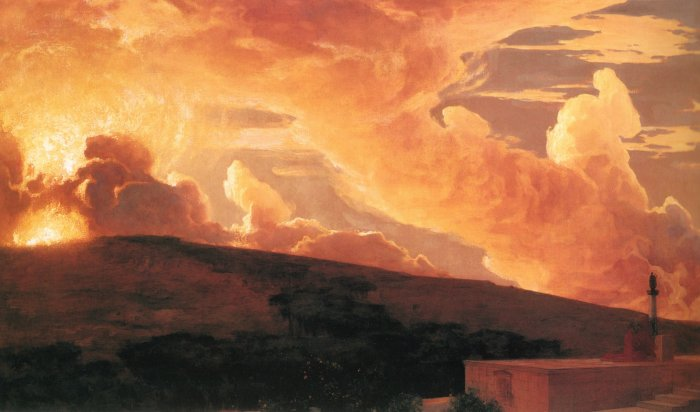
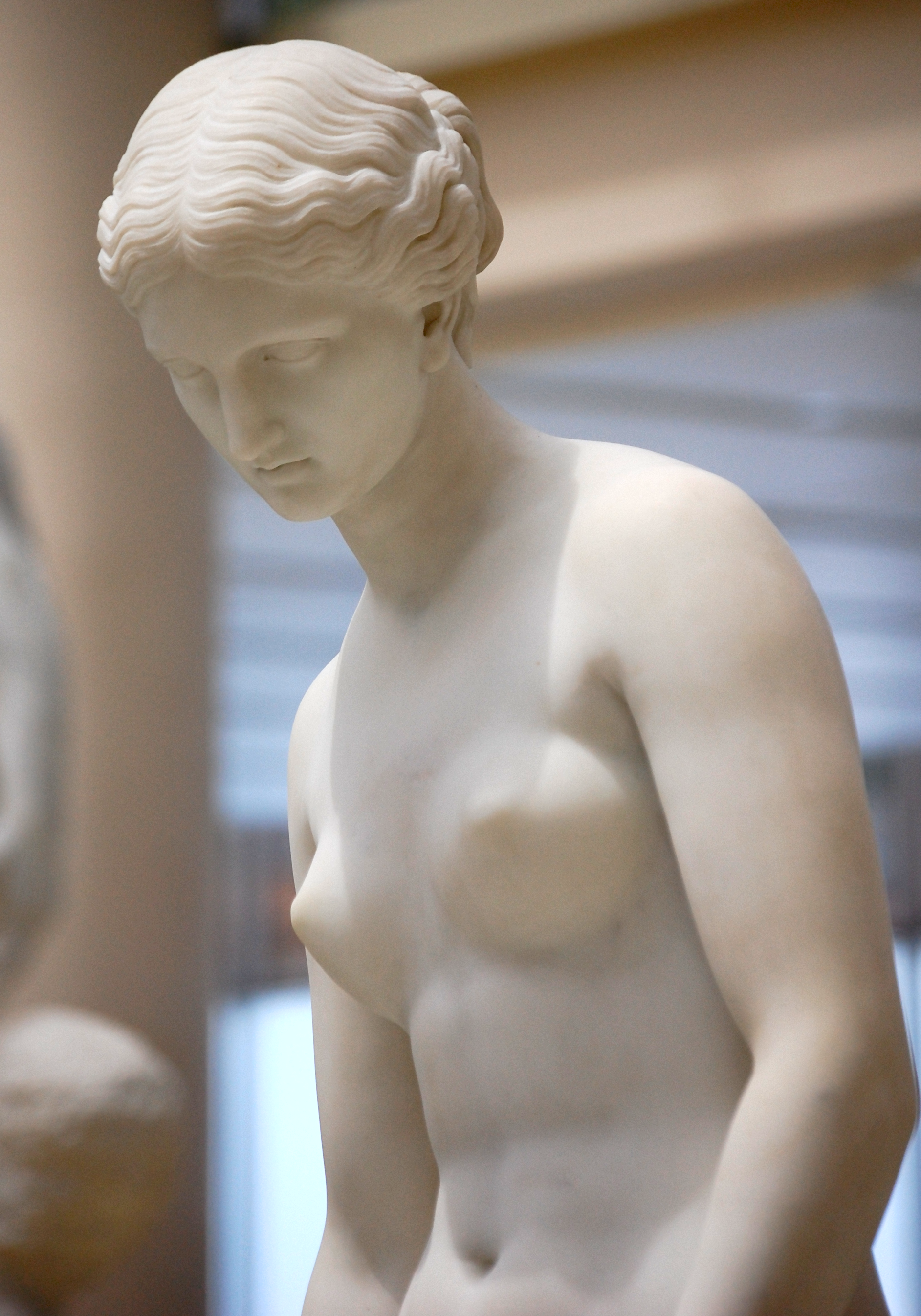
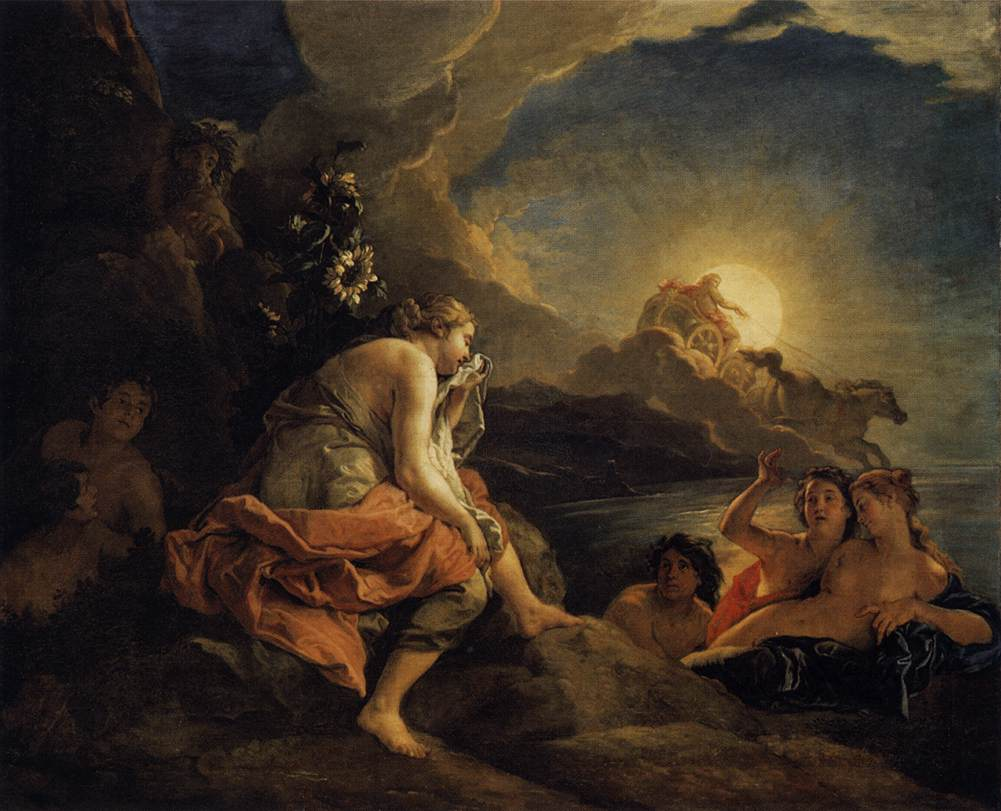
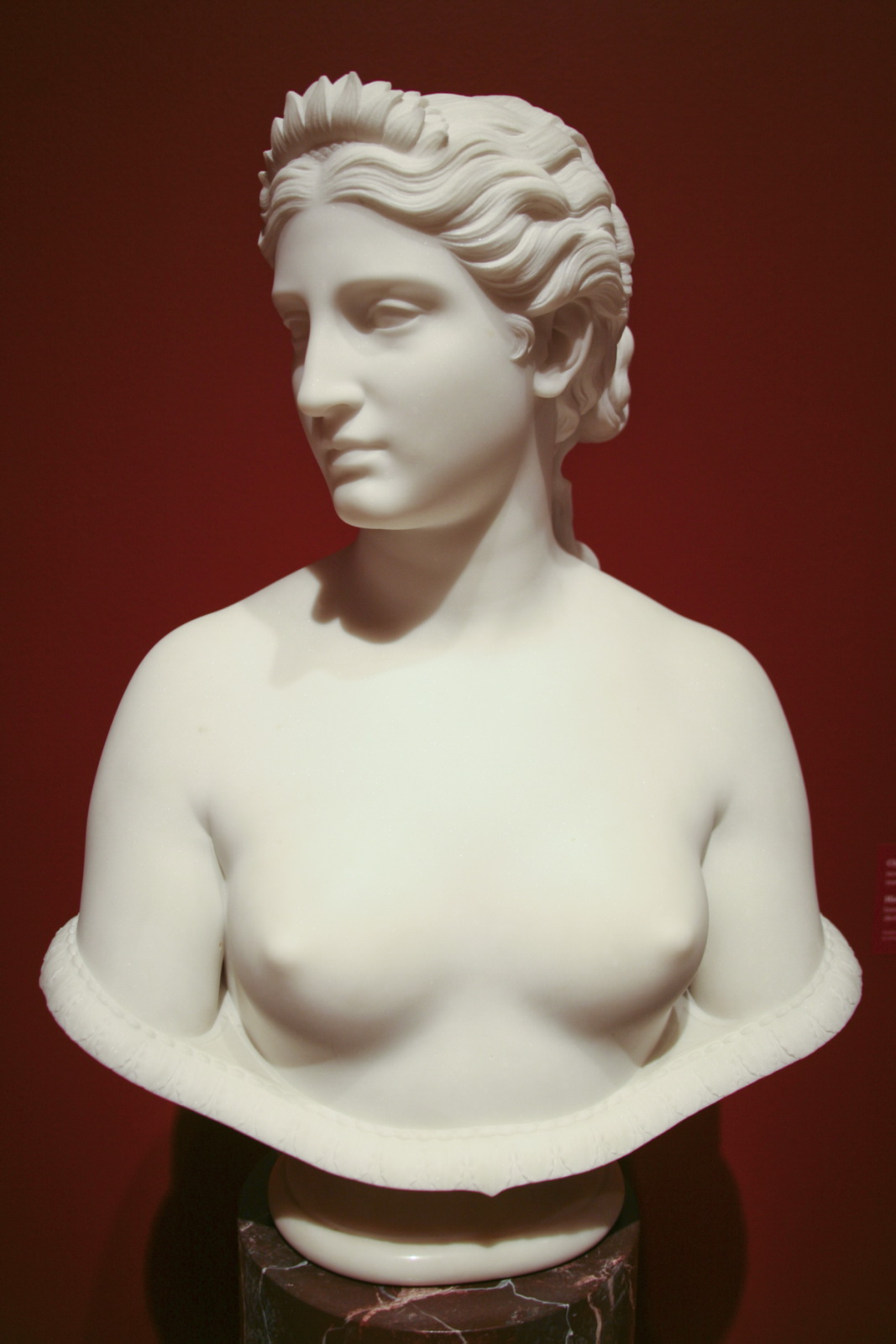